# Sipyloidea gularis
Sipyloidea gularis är en insektsart som först beskrevs av Haan 1842.  Sipyloidea gularis ingår i släktet Sipyloidea och familjen Diapheromeridae. Inga underarter finns listade i Catalogue of Life.